# 东北雨姐
常小雨，女，汉族，辽宁本溪人，自媒体创作者，有东北雨姐、战狼版李子柒等称呼。2021年1月，东北雨姐在快手发布了第一条视频，介绍东北的日常生活，次年，進駐抖音。2024年4月，入驻微博，同年10月，因一系列争议事件被抖音平台封禁。

## 经历
东北雨姐是辽宁本溪人，3岁丧父，9岁时母亲改嫁。母亲改嫁后，东北雨姐与爷爷奶奶生活。后来遇到白国辉（即老蒯）后，结婚组建了自己的家庭，在成为自媒体博主前，雨姐和老蒯种植农作物，后来开了一家农家乐，开始做短视频，招募专业团队经营，因此于2021年东北雨姐在快手发了第一条视频，里面介绍了东北人的日常生活，但无人问津，后来，雨姐来到快手平台，发表关于农村的风土人情以及乡村美食的视频，在视频中，雨姐作为一个女人，能够干男人才能干的家务活，因此被称为“战狼版李子柒”。
后来于2022年11月，雨姐发布了《剪头发》这期视频后，粉丝一路暴涨，2023年，雨姐发布了一条屯年货的视频，引发了涨粉热潮，粉丝一个月后涨粉到了300万。
2023年9月，雨姐开始带货，其直播助农卖出的货物达到500万元，自东北雨姐开播到封禁以来，共直播带货28场，累计带货销售额超1亿。但后来由于货物质量问题以及殴打打假博主，东北雨姐粉丝暴跌，2024年经网友探访，东北雨姐于本溪的直播基地已经人去楼空，同年10月，抖音封禁其账号，其他账号亦停更。
2025年8月11日，据本溪满族自治县互联网信息办公室工作人员称，东北雨姐整改到位的前提下理论上可以在10月份解封，网信办和市场监督部门也会对其持续监督。

## 感情生活
东北雨姐丈夫白国辉（老蒯），毕业于某影视大学导演系，东北雨姐账号所有的视频都是他一手策划的。
结婚后，两人育有一儿一女。其儿子是退伍军人，帮着父母做农活，也帮着父母在直播间卖货；其女儿在某大学毕业后帮忙直播带货，直播带货的段子都是她策划的，带货板块内容设计、打造在短视频中父亲的人设等。

## 旗下公司
成都雨威文化传媒有限公司（MCN机构）实际管理东北雨姐账号。
截至2024年9月，常小雨及白国辉共实际控制辽宁雨辉农业科技发展有限公司在内的28家公司，且在2021至2023年期间多次申请“东北雨姐”等商标，后被驳回。

## 争议事件

### 大鹅货不对板
2023年年底，“东北雨姐”带货农产品东北大鹅，有打假人指出她售卖的品种是非洲雁，并不是东北大鹅，且产品还存在质量问题。后来在“东北雨姐”橱窗里，已搜不到大鹅这个产品，东北雨姐在面对大鹅货不对版问题，提供了《检疫合格证》，并向网友承诺假一赔三。。

### 稻田蟹视频造假
2024年9月7日，“东北雨姐”发布的稻田蟹视频引起争议，经媒体报道，原视频中，雨姐在稻田抓盘锦螃蟹，视频中的螃蟹品质看起来比较优质，但在评论区不少网友认为其是摆拍造假，后来东北雨姐承认摆拍，媒体报道后，东北雨姐将该视频下架。

### 红薯粉条事件
据媒體報導，事情起因為打假博主「大娃」在「東北雨姐」直播間購買「紅薯粉條」經檢測并未檢出紅薯基因，引發網民關注。「東北雨姐」當時在直播中聲淚俱下的說，如有問題「貸款、傾家蕩產也賠給消費者」。
此案經遼寧省本溪縣市場監督管理局調查，該局昨發聲明表示，雨姐傳媒與朝陽縣六河粉條製造有限公司簽訂「直播推廣服務協議」，為六河公司直播推廣紅薯粉條。經檢驗，其直播推廣的紅薯粉條送檢樣品未檢出紅薯源性成分，檢出木薯源性成分。雨姐傳媒在直播中宣稱紅薯粉條「除了紅薯澱粉、飲用水、食用明礬，沒有亂七八糟的」、「質量雨姐給你把控」等，與事實不符，屬於作虛假或者引人誤解的商業宣傳。
依據《中華人民共和國行政處罰法》等相關法律規定，對雨姐傳媒作出沒收違法所得和罰款共計165萬元的行政處罰；責令雨姐傳媒暫停經營限期整改，並承擔相關法律責任。
遼寧省朝陽市朝陽縣人民政府昨也在官網發布通報指出，依法對生產涉事「紅薯粉條」的六河粉條公司責令停產停業，沒收違法所得、罰款共計671.76萬元。
目前，「東北雨姐」的平台帳號商品櫥窗已下架所有商品。「東北雨姐」所屬雨姐傳媒昨發文道歉稱，「這段時間以來，我們積極配合了相關部門的調查，接受相關部門的處理意見與處罰結果，願承擔相關法律責任。我們將切實保護消費者合法權益，對公司開展全面內部整改，擔負起相應責任」。

### 毆打他人事件
2024年9月23日，打假博主“大娃”和“赏金猎人灰烬”爆料称东北雨姐直播间中卖的红薯粉条实际是木薯粉条，两博主于9月20日到辽宁本溪雨姐家上门维权时遭殴打。事发后，双方在派出所已达成和解并互相道歉。
后来在直播中东北雨姐就团队打人、爆粗口道歉，也解释了打人的全部的经过，她说道：“起因是当时打假人偷偷录像，侵犯了自己的肖像权，且期间多次发生争执。报警后双方经私下和解后，在公安局签了调解书。后来没想到对方将偷拍视频恢复发至网络，并通过中间人发来了纠纷调解书，要求支付30万。”东北雨姐表示绝不支付这种费用。
2024年10月8日上午，记者注意到，“东北雨姐”已经删除了道歉视频，仅保留一份落款为“东北雨姐 2024年9月30日”的声明，称可原价退赔。有网友发布视频称，国庆期间前往其拍摄基地探访，发现已经人去房空。